# Archelao II di Macedonia
Archelao II in greco antico: Ἀρχέλαος Βʹ?, Archélaos II (... – 393 a.C.) della dinastia degli argeadi, fu re di Macedonia dal 396 al 393 a.C..
Figlio di Archelao I e fratello di Oreste, dopo la morte dello zio Aeropo II, salì al trono e regnò, secondo Eusebio di Cesarea, per quattro anni. Nel 393 a.C. venne assassinato (forse per sbaglio) durante una battuta di caccia, similmente a suo padre. Gli succedette Aminta II.
Dalle fonti risulta comunque una certa discrepanza riguardo alle date del suo periodo di regno; secondo il Chronicon di Eusebio di Cesarea regnò per quattro anni; altrove viene riportato un periodo di sette anni.